# Brand van Washington

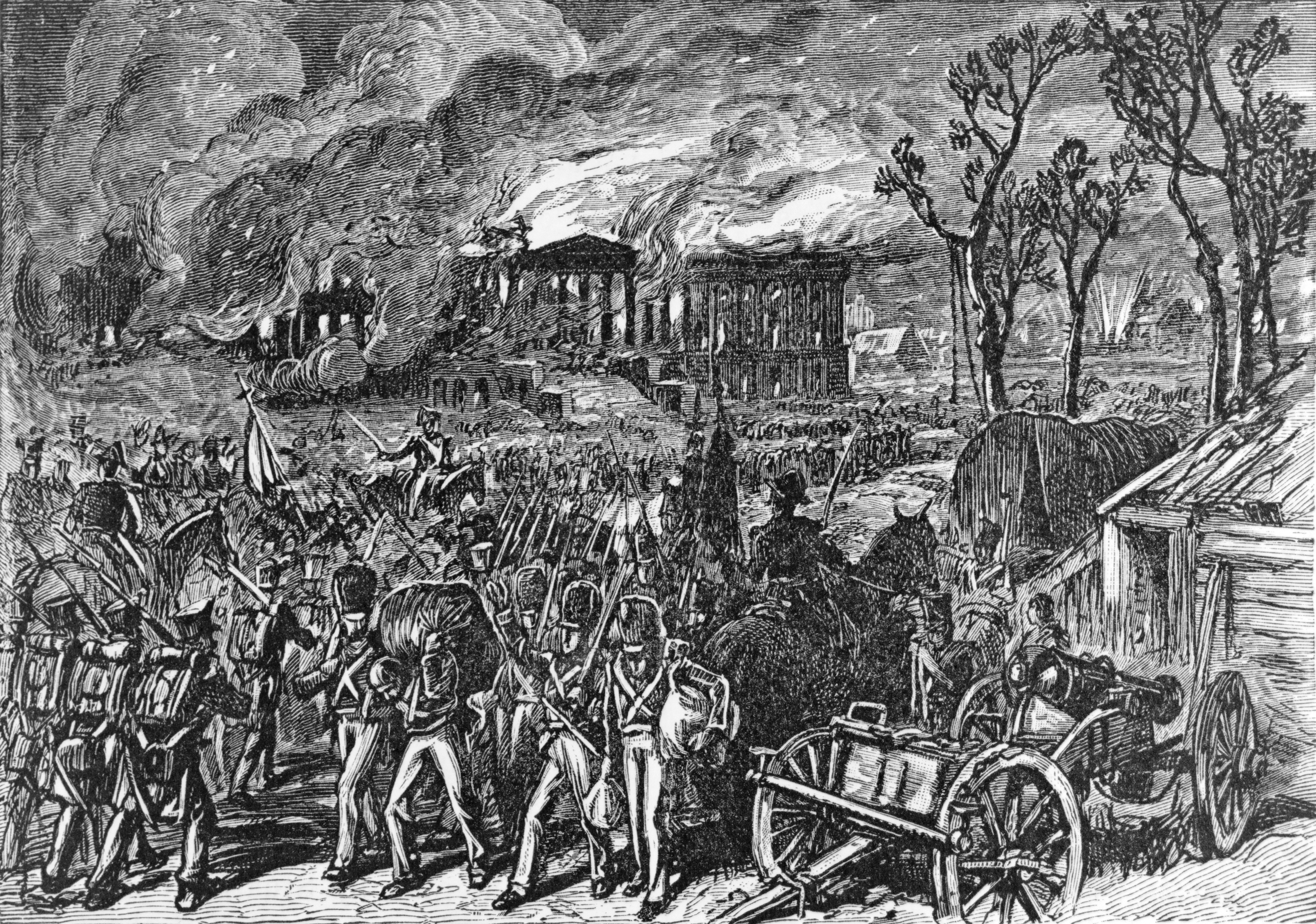
Brand van Washington

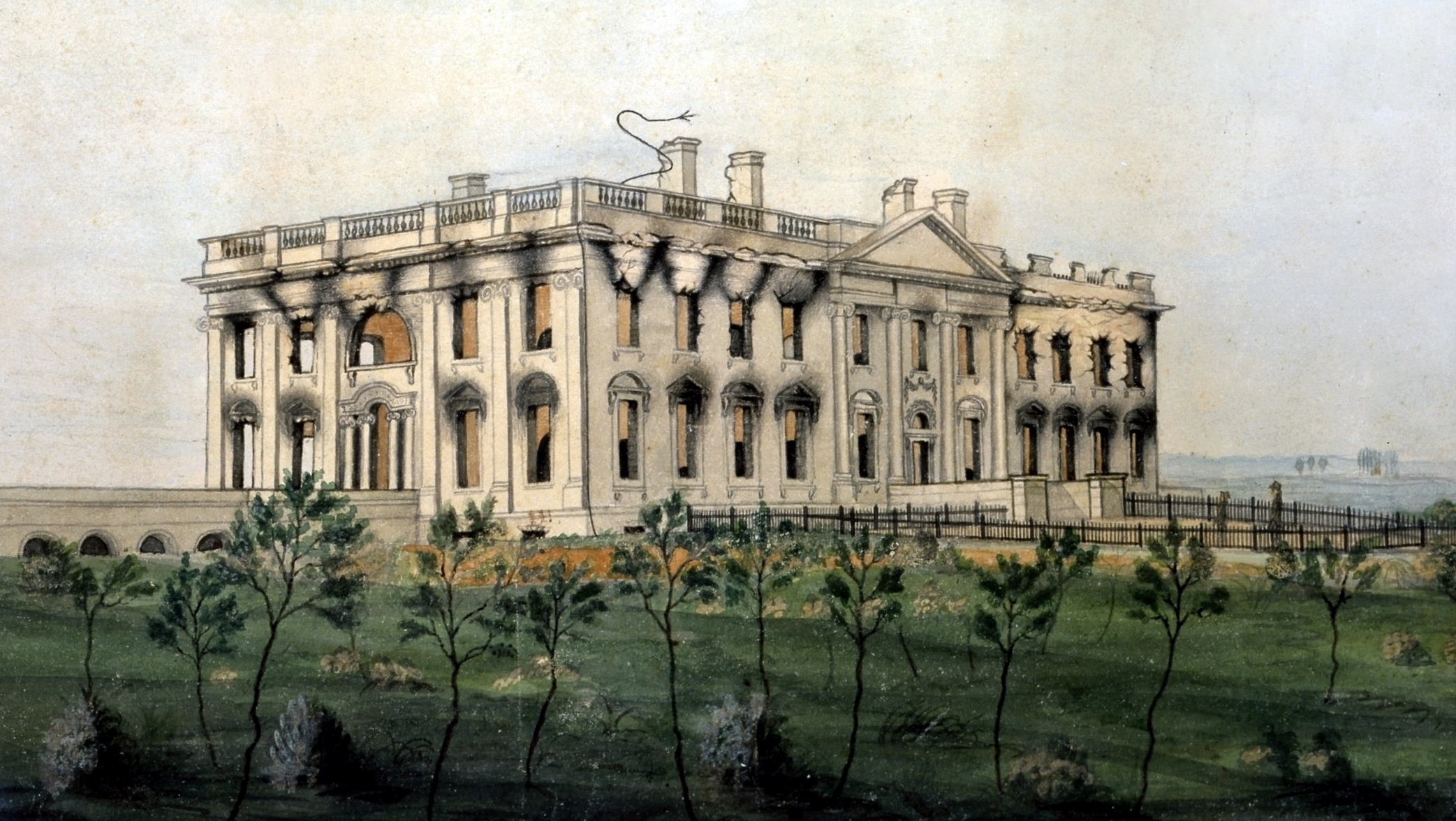
Ruïne van het Witte Huis na de brand van Washington

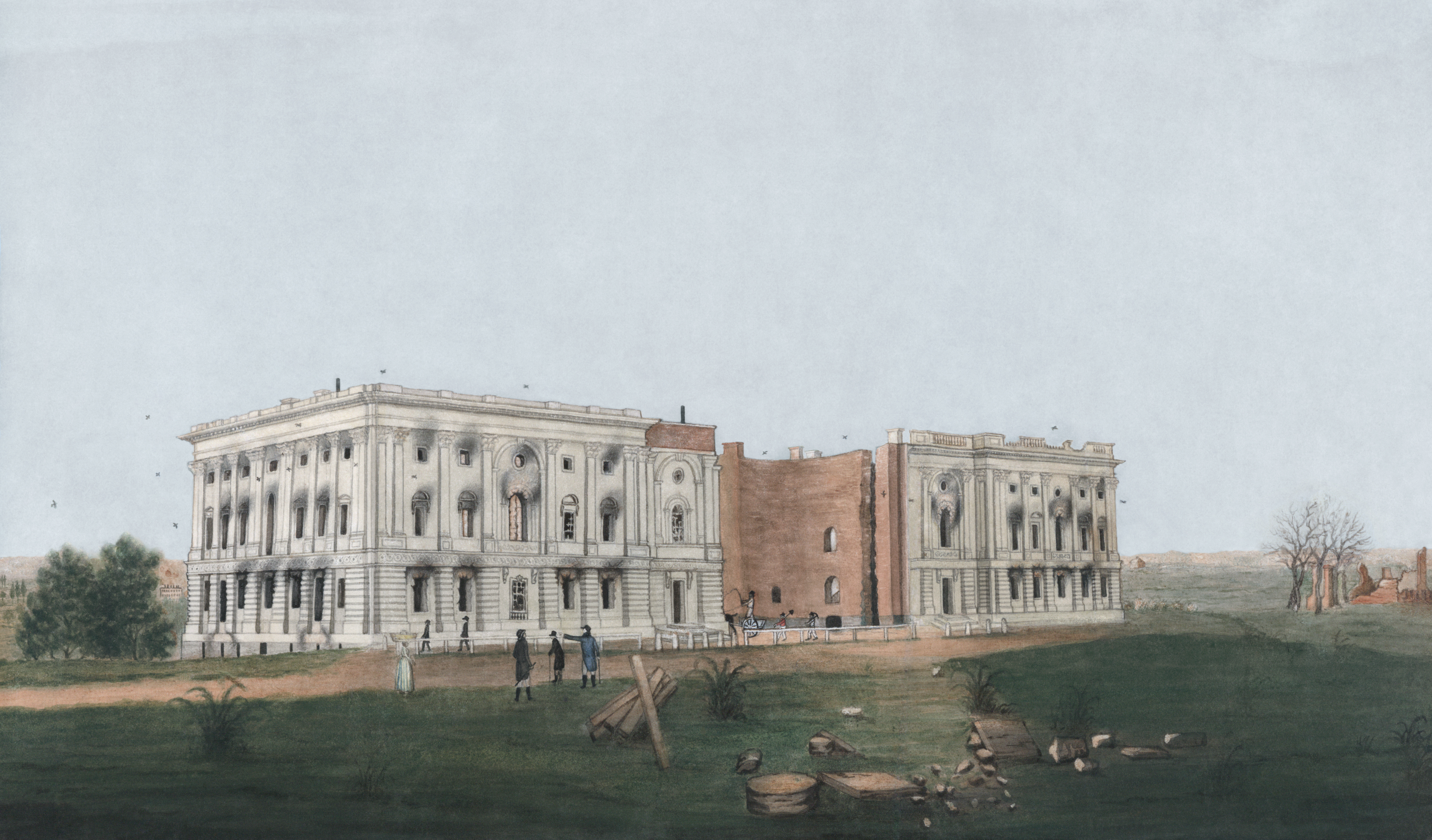
Ruïne van het Capitool

De Brand van Washington betreft een reeks branden in de Amerikaanse hoofdstad Washington die het gevolg was van brandstichting door Britse troepen tijdens de Britse invasie in de Oorlog van 1812. Op 24 augustus 1814, nadat de Amerikanen waren verslagen tijdens de Slag bij Bladensburg, stak een Brits leger, geleid door generaal-majoor Robert Ross, de overheidsgebouwen in Washington, waaronder het Witte Huis (toen bekend als het Presidential Mansion) en het Capitool in brand.
De Amerikaanse regering ging er aanvankelijk van uit dat de naderende Britse invasiemacht het had gemunt op de belangrijke havenstad Baltimore. Washington was op dat moment nog een stad in aanbouw, telde nog geen 8000 inwoners en had geen strategische waarde. De verdediging van de stad was in handen gegeven van een onervaren officier die onvoldoende middelen tot zijn beschikking had. Voor de Britten had Washington echter een symbolische waarde: het innemen van de stad werd gezien als een wraakactie voor de vernielingen die de Amerikanen in 1813 hadden aangericht in Toronto.
Toen de Britten optrokken richting Bladensburg, werd het de Amerikanen duidelijk dat Washington het doelwit van de aanval was. Bij Bladensburg kwam het tot een treffen tussen beide partijen. Na de Britse overwinning bij Bladensburg ontvluchtte President James Madison de hoofdstad met zijn regering en leger. Ze vonden hun toevlucht in Brookeville, een kleine plaats in Montgomery County in de staat Maryland die nu bekend staat als "United States Capital for a Day".
De Britten trokken verder op richting Washington en startten met een systematische vernietiging van alle overheidsgebouwen. Het Capitool was hun eerste doelwit en ging samen met de Library of Congress in vlammen op. Daarna volgde het Witte Huis, waar de Britse soldaten een rijkelijk gedekte tafel aantroffen, bedoeld voor een diner ter ere van de overwinningen die de Amerikaanse officieren hadden behaald. Na het nuttigen van de gerechten en dranken staken de Britten het Witte Huis alsnog in brand. Het beroemde, door Gilbert Stuart geschilderde portret van George Washington was overigens gered: presidentsvrouw Dolley Madison had het schilderij nog snel meegenomen voordat de invasiemacht de stad had bereikt.
Naast diverse overheidsgebouwen werden ook militaire bouwwerken vernietigd, evenals de havens en de daar voor anker liggende oorlogsschepen. Uiteindelijk bleven alleen het octrooigebouw en het postkantoor overeind staan.
Minder dan een dag na de aanval bluste een orkaan de branden. Een tornado doodde zowel Britten en Amerikaanse burgers. Na de storm trokken de Britten zich terug naar hun schepen, waarvan veel zwaar beschadigd waren. De bezetting van Washington had 26 uur geduurd.
Het was de eerste en laatste keer dat Washington ingenomen en bezet werd door een buitenlandse macht. Het was echter niet de laatste aanval op Washington, op 11 september 2001 werd het Pentagon aangevallen tijdens de aanslagen op 11 september 2001.